# Nage avec palmes aux Jeux mondiaux de 2017
Navigation
Cali 2013 Birmingham 2022
Les épreuves de nage avec palmes des Jeux mondiaux de 2017 ont lieu du 21 juillet au 22 juillet 2017 à Wrocław.

## Résultats détaillés

### Femmes

#### 50 m Apnée
| Place | Pays         | Nom                 | Temps (s) |
| ----- | ------------ | ------------------- | --------- |
| 1     | Corée du Sud | Jang Ye-sol         | 16,02     |
| 2     | Corée du Sud | Kim Gain            | 16,40     |
| 3     | Ukraine      | Kateryna Dyelova    | 16,46     |
| 4     | Chine        | Liu Simin           | 16,57     |
| 5     | Grèce        | Sofia Ktena         | 16,63     |
| 6     | Russie       | Elizaveta Andrienko | 16,64     |
| 7     | Chine        | Shu Chengjing       | 17,07     |
| 8     | Japon        | Kotone Mori         | 17,60     |

#### 50 m Bi-palme
| Place | Pays           | Nom                     | Temps (s)  |
| ----- | -------------- | ----------------------- | ---------- |
| 1     | Hongrie        | Petra Senánszky         | 20,52 (RM) |
| 2     | Corée du Sud   | Choi Min-ji             | 21,47      |
| 3     | Hongrie        | Krisztina Varga         | 21,58      |
| 4     | Ukraine        | Iryna Pikiner           | 21,65      |
| 5     | Taipei chinois | Chen Chiao-ying         | 21,91      |
| 6     | Russie         | Elizaveta Melnikova     | 22,09      |
| 7     | Espagne        | Silvia Barnes Corominas | 22,19      |
| 8     | Pologne        | Amelia Pisarczyk        | 22,29      |

- RM : Record du monde

#### 100 m Bi-palme
| Place | Pays         | Nom              | Temps (s)  |
| ----- | ------------ | ---------------- | ---------- |
| 1     | Hongrie      | Petra Senánszky  | 45,16 (RM) |
| 2     | Hongrie      | Krisztina Varga  | 46,77      |
| 3     | Ukraine      | Iryna Pikiner    | 46,92      |
| 4     | Corée du Sud | Choi Min-ji      | 47,70      |
| 5     | Russie       | Anna Kharina     | 48,42      |
| 6     | Ukraine      | Kseniia Skrypel  | 49,22      |
| 7     | Pologne      | Weronika Prentka | 49,56      |
| 8     | Pologne      | Amelia Pisarczyk | 49,68      |

- RM : Record du monde

#### 100 m Surface
| Place | Pays         | Nom                      | Temps (s) |
| ----- | ------------ | ------------------------ | --------- |
| 1     | Russie       | Ekaterina Mikhaylushkina | 38,40     |
| 2     | Chine        | Shu Chengjing            | 38,60     |
| 3     | Russie       | Anna Ber                 | 38,72     |
| 4     | Colombie     | Grace Fernandez Castillo | 39,00     |
| 5     | Corée du Sud | Jang Ye-sol              | 39,02     |
| 6     | Chine        | Xu Yichuan               | 39,36     |
| 7     | Corée du Sud | Kim Gain                 | 39,65     |
| 8     | Hongrie      | Csilla Karolyi           | 39,87     |

#### 200 m Surface
| Place | Pays         | Nom                      | Temps (s)    |
| ----- | ------------ | ------------------------ | ------------ |
| 1     | Russie       | Valeriya Baranovskaya    | 1:25,41 (RM) |
| 2     | Russie       | Ekaterina Mikhaylushkina | 1:27,57      |
| 3     | Ukraine      | Anastasiia Antoniak      | 1:28,76      |
| 4     | Hongrie      | Csilla Karolyi           | 1:29,28      |
| 5     | Corée du Sud | Kim Bokyung              | 1:29,42      |
| 6     | Italie       | Erica Barbon             | 1:31,17      |
| 7     | Chine        | Xu Yichuan               | 1:35,03      |
| 8     | Chine        | Shu Chengjing            | 1:38,27      |

- RM : Record du monde

#### 400 m Surface
| Place | Pays         | Nom                 | Temps (s)     |
| ----- | ------------ | ------------------- | ------------- |
| 1     | Chine        | Sun Yiting          | 3:14,47 (RJM) |
| 2     | Corée du Sud | Kim Bokyung         | 3:16,33       |
| 3     | Ukraine      | Anastasiia Antoniak | 3:17,61       |
| 4     | Ukraine      | Yuliia Chumak       | 3:18,48       |
| 5     | Russie       | Kseniia Ignatova    | 3:20,40       |
| 6     | Tchéquie     | Zuzana Svozilova    | 3:20,86       |
| 7     | Finlande     | Terhi Ikonen        | 3:23,68       |
| 8     | Italie       | Erica Barbon        | 3:27,22       |

- RJM : Record des jeux mondiaux

### Relais 4 × 100 m Surface
| Place | Pays         | Temps (min)   |
| ----- | ------------ | ------------- |
| 1     | Russie       | 2:34,78 (RJM) |
| 2     | Colombie     | 2:36,83       |
| 3     | Corée du Sud | 2:38,45       |
| 4     | Hongrie      | 2:40,39       |
| 5     | Italie       | 2:41,14       |
| 6     | Ukraine      | 2:41,95       |
| 7     | Pologne      | 2:46,95       |
|       | Chine        | DSQ           |

- RJM : Record des jeux mondiaux

### Hommes

#### 50 m Apnée
| Place | Pays         | Nom                         | Temps (s) |
| ----- | ------------ | --------------------------- | --------- |
| 1     | Russie       | Pavel Kabanov               | 13,87     |
| 2     | Colombie     | Mauricio Fernandez Castillo | 13,94     |
| 3     | Corée du Sud | Lee Dong-jin                | 14,09     |
| 4     | Corée du Sud | Lee Kwan-ho                 | 14,10     |
| 5     | Grèce        | Loukas Karetzopoulos        | 14,48     |
| 6     | Russie       | Aleksey Kazantsev           | 14,62     |
| 7     | Allemagne    | Malte Striegler             | 14,73     |
| 8     | France       | Nicolas Cochou              | 15,02     |

#### 50 m Bi-palmes
| Place | Pays        | Nom               | Temps (s) |
| ----- | ----------- | ----------------- | --------- |
| 1     | Russie      | Andrey Arbuzov    | 18,55     |
| 2     | Tchéquie    | Jakub Jarolim     | 19,08     |
| 3     | Biélorussie | Dmitry Gavrilov   | 19,18     |
| 4     | Hongrie     | Gergo Kosina      | 19,28     |
| 5     | France      | Clement Becq      | 19,57     |
| 6     | Japon       | Naoya Hirano      | 19,94     |
| 6     | Russie      | Viktor Kondratev  | 19,94     |
| 8     | Grèce       | Evangelos Marinos | 20,02     |

#### 100 m Bi-palmes
| Place | Pays        | Nom              | Temps (s) |
| ----- | ----------- | ---------------- | --------- |
| 1     | Biélorussie | Dmitry Gavrilov  | 41,65     |
| 2     | Hongrie     | Gergo Kosina     | 41,91     |
| 3     | Tchéquie    | Jakub Jarolim    | 42,18     |
| 4     | Russie      | Dmitry Lapshin   | 42,51     |
| 5     | Russie      | Dmitry Seryakov  | 42,95     |
| 6     | France      | Clement Becq     | 43,21     |
| 7     | Croatie     | Adrijan Omicevic | 44,12     |
| 8     | Japon       | Naoya Hirano     | 44,72     |

#### 100 m Surface
| Place | Pays      | Nom                  | Temps (s)   |
| ----- | --------- | -------------------- | ----------- |
| 1     | Russie    | Dmitrii Zhurman      | 34,70 (RJM) |
| 2     | Allemagne | Max Poschart         | 34,84       |
| 3     | Russie    | Pavel Kabanov        | 34,92       |
| 4     | Allemagne | Malte Striegler      | 35,08       |
| 5     | Grèce     | Loukas Karetzopoulos | 35,47       |
| 6     | France    | Alexandre Noir       | 35,52       |
| 7     | Viêt Nam  | Thanh Loc Nguyen     | 35,70       |
| 8     | Italie    | Cesare Fumarola      | 35,95       |

- RJM : Record des jeux mondiaux

#### 200 m Surface
| Place | Pays        | Nom                         | Temps (s)     |
| ----- | ----------- | --------------------------- | ------------- |
| 1     | Russie      | Dmitrii Zhurman             | 1:20,25 (RJM) |
| 2     | Allemagne   | Max Poschart                | 1:20,87       |
| 3     | Russie      | Dmitrii Kokorev             | 1:20,89       |
| 4     | Colombie    | Juan Fernando Ocampo Lozada | 1:21,26       |
| 5     | Allemagne   | Max Lauschus                | 1:21,28       |
| 6     | Italie      | Stefano Figini              | 1:21,51       |
| 7     | Biélorussie | Aliaksandr Biazmen          | 1:22,07       |
| 8     | Italie      | Kevin Zanardi               | 1:23,24       |

- RJM : Record des jeux mondiaux

#### 400 m Surface
| Place | Pays         | Nom                     | Temps (s) |
| ----- | ------------ | ----------------------- | --------- |
| 1     | Hongrie      | Denes Kanyo             | 2:58,41   |
| 2     | Allemagne    | Max Lauschus            | 2:59,02   |
| 3     | Italie       | Davide De Ceglie        | 3:01,46   |
| 4     | Corée du Sud | Jang Seong-hyeok        | 3:02,06   |
| 5     | Russie       | Iakov Stryukov          | 3:04,35   |
| 6     | Russie       | Evgeny Smirnov          | 3:04,46   |
| 7     | Italie       | Stefano Figini          | 3:05,38   |
| 8     | Grèce        | Christos Christoforidis | 3:05,42   |

#### Relais 4 × 100 m Surface
| Place | Pays      | Temps (min)  |
| ----- | --------- | ------------ |
| 1     | Russie    | 2:16,54 (RM) |
| 2     | Italie    | 2:19,02      |
| 3     | Allemagne | 2:19,44      |
| 4     | Hongrie   | 2:22,81      |
| 5     | Grèce     | 2:24,16      |
| 6     | France    | 2:24,38      |
| 7     | Pologne   | 2:30,83      |
| 8     | Colombie  | DSQ          |

- RM : Record du monde

## Podiums

### Femmes
| Épreuves                 | Or                                                                                                | Argent | Bronze                                                               |
| ------------------------ | ------------------------------------------------------------------------------------------------- | --- | -------------------------------------------------------------------- |
| 50 m Apnée               | Corée du Sud Jang Ye-sol                                                                          | Corée du Sud Kim Gain | Ukraine Kateryna Dyelova                                             |
| 100 m Surface            | Russie Ekaterina Mikhaylushkina                                                                   | Chine Shu Chengjing | Russie Anna Ber                                                      |
| 200 m Surface            | Russie Valeriya Baranovskaya                                                                      | Russie Ekaterina Mikhaylushkina                                                                                             | Ukraine Anastasiia Antoniak                                          |
| 400 m Surface            | Chine Sun Yiting                                                                                  | Corée du Sud Kim Bokyung | Ukraine Anastasiia Antoniak                                          |
| Relais 4 x 100 m Surface | Russie - Valeriya Baranovskaya - Anna Ber - Ekaterina Mikhaylushkina - Aleksandra Skurlatova (ru) | Colombie- Paula Alejandra Aguirre Joya - Grace Fernandez Castillo - Kelly Ximena Perez Rubio - Viviana Paola Retamozo Olaya | Corée du Sud - Jang Ye-sol - Kim Eun-kyoung - Kim Bokyung - Kim Gain |
| Bi-palmes                |                                                                                                   | |                                                                      |
| 50 m Bi-palmes           | Hongrie Petra Senánszky (en)                                                                      | Corée du Sud Choi Min-ji | Hongrie Krisztina Varga                                              |
| 100 m Bi-palmes          | Hongrie Petra Senánszky (en)                                                                      | Hongrie Krisztina Varga | Ukraine Iryna Pikiner (ru)                                           |

### Hommes
| Épreuves                 | Or                                                                                 | Argent                                                                       | Bronze                                                                       |
| ------------------------ | ---------------------------------------------------------------------------------- | ---------------------------------------------------------------------------- | ---------------------------------------------------------------------------- |
| 50 m Apnée               | Russie Pavel Kabanov (ru)                                                          | Colombie Mauricio Fernandez Castillo (ru)                                    | Corée du Sud Lee Dong-jin                                                    |
| 100 m Surface            | Russie Dmitrii Zhurman                                                             | Allemagne Max Poschart                                                       | Russie Pavel Kabanov (ru)                                                    |
| 200 m Surface            | Russie Dmitrii Zhurman                                                             | Allemagne Max Poschart                                                       | Russie Dmitrii Kokorev                                                       |
| 400 m Surface            | Hongrie Denes Kanyo (ru)                                                           | Allemagne Max Lauschus                                                       | Italie Davide De Ceglie (it)                                                 |
| Relais 4 x 100 m Surface | Russie- Pavel Kabanov (ru) - Aleksey Kazantsev - Dmitrii Kokorev - Dmitrii Zhurman | Italie - Stefano Figini (ru) - Cesare Fumarola - Andrea Nava - Kevin Zanardi | Allemagne - Florian Kritzler - Max Lauschus - Max Poschart - Malte Striegler |
| Bi-palmes                |                                                                                    |                                                                              |                                                                              |
| 50 m Bi-palmes           | Russie Andrey Arbuzov                                                              | Tchéquie Jakub Jarolim                                                       | Biélorussie Dmitry Gavrilov (ru)                                             |
| 100 m Bi-palmes          | Biélorussie Dmitry Gavrilov (ru)                                                   | Hongrie Gergo Kosina (hu)                                                    | Tchéquie Jakub Jarolim                                                       |

## Tableau des médailles
- Pays organisateur

| Rang  | Nation             | Or | Argent | Bronze | Total |
| ----- | ------------------ | -- | ------ | ------ | ----- |
| 1     | Russie             | 8  | 1      | 3      | 12    |
| 2     | Hongrie            | 3  | 2      | 1      | 6     |
| 3     | Corée du Sud       | 1  | 3      | 2      | 6     |
| 4     | Chine              | 1  | 1      | 0      | 2     |
| 5     | Biélorussie        | 1  | 0      | 1      | 2     |
| 6     | Allemagne          | 0  | 3      | 1      | 4     |
| 7     | Colombie           | 0  | 2      | 0      | 2     |
| 8     | République tchèque | 0  | 1      | 1      | 2     |
| 8     | Italie             | 0  | 1      | 1      | 2     |
| 10    | Ukraine            | 0  | 0      | 4      | 4     |
| Total | Total              | 14 | 14     | 14     | 42    |